# Восход (Новгородская область)
Восход — деревня в Волотовском районе Новгородской области России. Входит в состав входит Славитинского сельского поселения.

## История
В 1963 г. Указом Президиума ВС РСФСР деревня Задняя переименована в Восход.

## Население
| 2010 |
| ---- |
| 6    |